# Dmitri Wladimirowitsch Karakosow

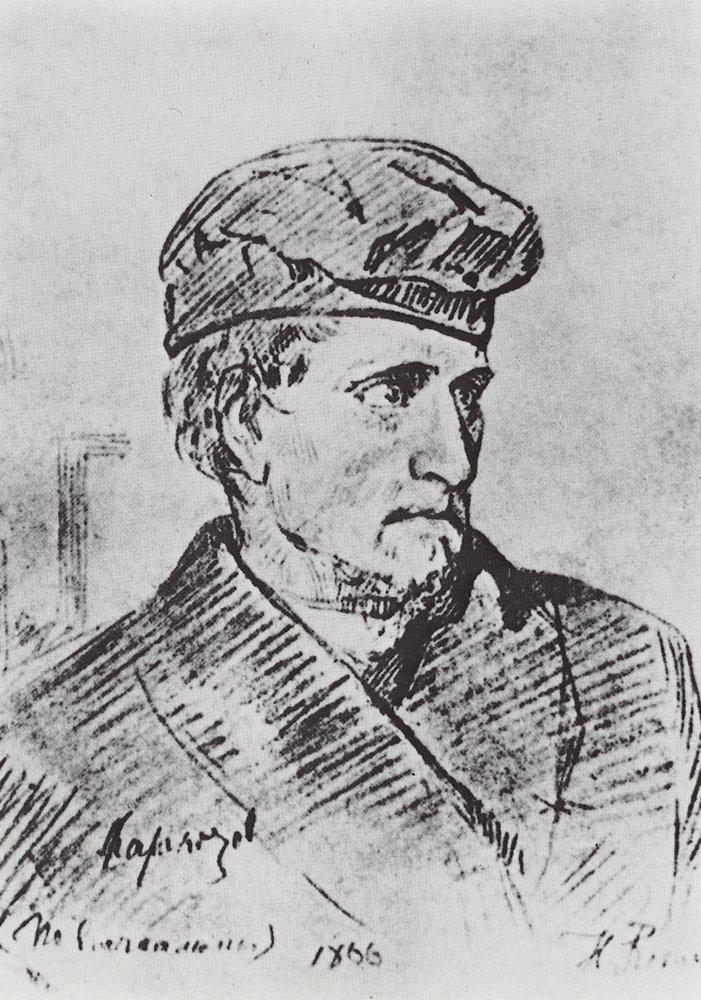
Karakosow vor seiner Hinrichtung (Repin)

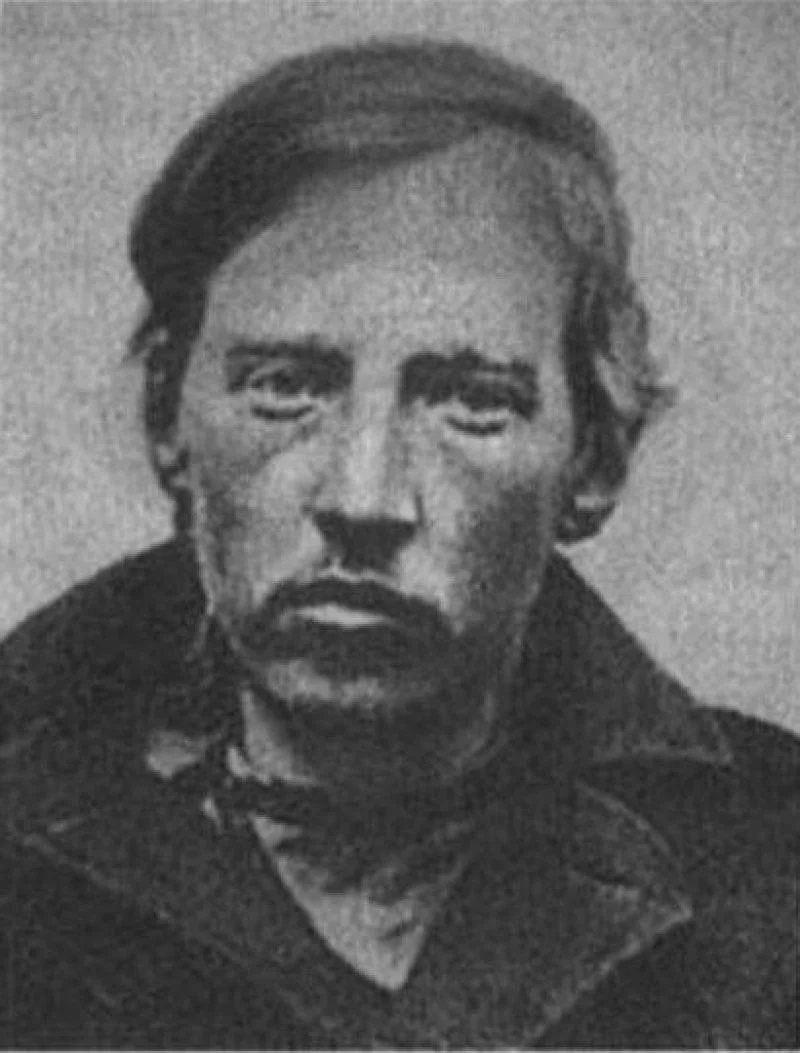
Karakosow nach seinem Attentatsversuch (im Alter von 25 Jahren)

Dmitri Wladimirowitsch Karakosow (russisch Дмитрий Владимирович Каракозов; wiss. Transliteration Dmitrij Vladimirovič Karakozov; * 11. Oktoberjul. / 23. Oktober 1840greg. in Schmakino, Gouvernement Saratow; † 22. Augustjul. / 3. September 1866greg. in Sankt Petersburg) war ein aus niedrigem Adel stammender russischer Attentäter. Nach dem Besuch des Gymnasiums in Saratow studierte er an der Kasaner und der Moskauer Universität. Er war Mitglied der revolutionären Geheimgesellschaft der Ischutinisten (Ишутинцы), die 1863 von seinem Cousin Ischutin in Moskau gegründet wurde.
Am 4. April 1866 schlug sein Attentat auf Zar Alexander II. am Eingangstor des Sommergartens in Sankt Petersburg fehl. Sein erster Pistolenschuss verfehlte sein Ziel, den zweiten verhinderte Ossip Komissarow, ein Hutmacherlehrling von bäuerlicher Herkunft, der für seine Verdienste geadelt wurde. Enttäuscht rief der Attentäter: „Ihr Esel, euretwegen habe ich es doch getan!“ Karakosow wurde hingerichtet. Die strafrechtliche Untersuchung wurde von Graf Murawjow-Wilenski geleitet, der kurz nach Karakosows Hinrichtung verstarb.
Karakosows Tat inspirierte die Revolutionäre Sergei Netschajew und Wera Sassulitsch.